# Fihrides
Le terme Fihrides se rapporte à une famille d'aristocrates arabes issus du clan quraychite des Banu Fihr. Cette famille s'installa dès le VIIe siècle en Ifriqiya et à al-Andalus, à la suite d'Oqba ibn Nafii al-Fihri, où elle joua un rôle de premier plan notamment jusqu'à la fin du VIIIe siècle.
Dans l'histoire, cette famille fut appelée de différentes manières, toutes destinées soit à rappeler leur filiation avec Oqba ibn Nafi al-Fihri, soit à rappeler leur origine quraychite : Banu Fihr, Oqbides, Banu al-jad (dans ce dernier cas, en référence à l'aïeul commun avec le prophète Mahomet, Kaâb Ibn Manaf)
Les descendants de cette famille se retrouvent aujourd'hui au Maroc sous le nom de Fassi Fihri ou El-Fassi et en Tunisie sous le nom de Fihri .

## Origine Quraychite
Les Fihrides sont les membres et descendants du clan Quraychite des Banu Fihr. Le nom de ce clan, provient du nom de l'aïeul fondateur de la tribu : Fihr surnommé Quraysh (en arabe : qurayš : قريش : « petit requin »).
Le clan des Banu Fihr serait issu d'une alliance de plusieurs clans quraychites : les Banu 'Amir ibn Fihr, les Banu Ma'is, les Banu Taim et les Banu Muharib. Cette alliance aurait ainsi permis à ces trois derniers clans de rejoindre les Banu 'Amir ibn Fihr à l'intérieur même de La Mecque et de s'installer aux abords de la Kaaba (devenant ainsi des Quraych al-Bataʿih")

## Arrivée au Maghreb
C'est au sein de ce clan de la tribu de Quraych que naquit Oqba Ibn Nafi Al Fihri (عقبة بن نافع) en 622. Il est également le neveu d'Amru ben al-As, compagnon de Mahomet puis lieutenant du premier calife omeyyade Muʿawiya Ier et conquérant et gouverneur de l'Égypte.
Entre 642 et 644, Oqba a accompagné Amr ibn al-As dans la capture de villes de l'ouest du Maghreb, commençant avec Barqa dont il est nommé gouverneur, Entre 661 et 663, Oqba est nommé Émir d'Ifriqiya et occupe de façon permanente le Fezzan. En 670, il est placé à la tête de l'armée musulmane de l'ouest par Muawiya Ier et envoyé à la conquête de l'Afrique du Nord. La même année, il fonde l'actuelle Kairouan en Tunisie, ville destinée à devenir la base de ses futures expéditions, et y édifie la grande mosquée de Kairouan.

## Prise de pouvoir en Ifriqiya et à Al-Andalus

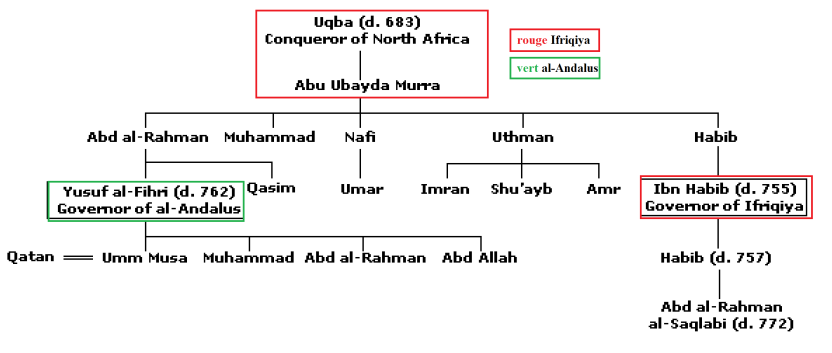
Descendance africaine et andalouse de l’Émir Oqba ibn Nafii al-Fihri.

C'est à la suite d'Oqba Ibn Nafi que son clan s'installe à Kairouan, avant, pour certains, de participer à l'invasion de l'Andalousie (comme c'est le cas pour Abu Obeida ibn Oqba al-Fihri, fils de Oqba) et de jouer un rôle capital dans l'organisation de la migration arabe en direction de l'Espagne 
Ses membres bénéficiaient alors d'un double prestige lié à la fois à leur lignée quraychite et à l’héroïsme de leurs ancêtres, ce qui leur permit d'occuper une place de premier plan en Ifriqiya et à Al-Andalus jusqu'à la fin du VIIIe siècle. Ils incarnaient notamment l'esprit du corps des Jund, cette classe de militaires arabes partisans de l'expansion militaire continue. Il menèrent ainsi le camp des arabes au cours de la Bataille des Nobles en 740. De nombreux gouverneurs et chefs militaires de ces provinces orientales du califat sont issus de cette famille, et les Fihrides furent réputés pendant près de quatre siècles pour leur haut rang, leur savoir et leur fortune dans des villes comme Niebla, Séville, Grenade et Malaga, comme le rapportent de nombreux historiens andalous dont Ibn Khaldoun ou Ibn el Abbar.
Après la Grande révolte berbère de 740-743, l'ouest de l'Empire arabe tombe dans l'anarchie. Le califat omeyyade de Damas, faisant face à des révoltes en Perse, n'avait pas les ressources suffisantes pour rétablir son autorité dans les provinces d'Ifriqiya et d'Al-Andalus. Profitant de ce vide de pouvoir, les Fihrides prirent le pouvoir : Abd al-Rahman ibn Habib al-Fihri en Ifriqyia (745-755) puis, aidé par ce dernier, Yusuf ibn 'Abd al-Rahman al-Fihri à Al-Andalus (747-755). Ils gouvernèrent ces régions dans une indépendance de fait par rapport au califat omeyyade comme des royaumes familiaux.
Accueillant avec satisfaction la chute du califat omeyyade en 749-750, les Fihrides tentèrent de trouver un accord avec le nouveau califat abbasside afin de  conserver leur autonomie en Ifriqyia et à al-Andalus. Face à l’intransigeance du califat Abbaside qui exigeait une complète soumission de ces régions à leur pouvoir direct, les Fihrides rompirent tout lien avec le califat. Par une décision qui s'avérera ensuite fatale pour cette famille dans ces régions, Abd al-Rahman ibn Habib al-Fihri, maître de fait de l'Ifriqyia, offrit l'asile aux princes omeyyade alors traqués par le nouveau califat abbasside. Ces réfugiés ne tardèrent pas à s'impliquer dans les diverses conspirations de l’aristocratie Kairouanaise, jalouse du pouvoir autocratique d'Abd al-Rahman ibn Habib. Parmi ces réfugiés se trouvait notamment le jeune Abd ar-Rahman ibn Mu`āwîya ibn Hichām ibn `Abd al-Malik, qui déposera plus tard Yusuf ibn 'Abd al-Rahman al-Fihri à Al-Andalus et érigera l'Émirat omeyyade de Cordoue en 756. Alors que la branche andalouse est ainsi évincée, la branche africaine des Fihrides entra en 755 dans une guerre fratricide sanglante, et fut évincée à son tour en 757-758 à la suite de la révolte berbère karijite.
Cependant le nom al-Fihri continua d'exercer une grande influence en Andalousie, et des prétendants au pouvoir issus de cette famille continuèrent à défier l'autorité des Omeyyades jusqu'à la fin du VIIIe siècle. Il en est ainsi d'Abd al-Rahman ibn Habib al-Fihri , dit 'al-Saqaliba' (fils de Habib ibn Abd al-Rahman), allié au rebelle berbère Abu Ha'tem, mène la révolte ibère de 778-779. De même Muhammad ibn Yusuf al-Fihri (fils de Yusuf ibn 'Abd al-Rahman), mène la révolte ibère de 785.

## Héritage marocain: la mosquée el-Qaraouiyyîn
C'est de cette même famille que seront plus tard issues Fatima el Fihria et sa sœur Meryem al-Fihriya. Filles d'un riche marchand de Kairouan , Mohamed al-Fihri, qui leur laissa à sa mort un héritage colossale, elles seraient à l'origine[source insuffisante] de la construction à Fès de la mosquée el-Qaraouiyyîn (en 859) pour la première, et de la Mosquée des Andalous pour la seconde.
Fatima el Fihria est notamment passée à la postérité sous le nom d'Oum al Banine (La mère des deux fils). La Mosquée el-Qaraouiyyin est reconnue comme étant la plus ancienne université dans le monde, encore en activité.

## Reconquista et installation au Maroc
En 1476-1476, deux frères issus de cette famille, Abd-er-Rahmane et Ahmed ben Abd-el-Malek, quittèrent Malaga pour s'installer à Fès. Surnommés "Chemaa" à Fès en raison de leur implication dans le commerce de cire, les deux frères auraient succombé en 1474 des suites d'une peste qui ravageait la ville de Fès, laissant un descendant, fils de Abd-er-Rahmane, appelé Abou-l-Hajjaj Youssef. Pour des raisons commerciales, ce dernier effectuait des allers retours incessants entre Fès et Ksar el Kebir (qui été alors la capitale florissante du Habt) où il trouva la mort en 1515, ce qui valu à lui et ses descendants le nom de Fassi-Fihri ou d'El Fassi, tandis que les branches résidant à Fès furent corrélativement connues sous le nom d'El Qasri.
C'est dans la capitale du Habt que naquit en 1530 son petit-fils, Abou-l-Mahassin Youssef, grand savant et mystique, relégué au rang de Qotb par ses contemporains. Disciple de Sidi Abd-er-Rahmane Medjoub à Ksar Kebir, où il fonda une Zaouïa, il s'établit à Fès où il enseigna le soufisme à la Qaraouiyin et fonda la Zaouïa des Fassiyin d'obédience Chadiliya. Mort en 1604, Abou-l-Mahassin laissa derrière lui trois fils : Ahmed et Ali et Larbi el-Fassi (auteur de plusieurs ouvrages dont le célèbre Mir'at al-Mahassin) lesquels laissèrent à leur tour une importante lignée : Abd-el-Qadir ben Ali el-Fassi, né en 1599 et petit-fils du Cheikh Abou-l-Mahassin, est un grand traditionniste, enseignant à la Qaraouiyine et chef de la zaouïa des Fassiyin. Abd-er-Rahman el Fassi, fils de Abd-el-Qadir ben Ali el Fassi, est un intellectuel et écrivain, surnommé "le Soyouti de son siècle" pour l'importance de ses œuvres qui embrassent des domaines aussi variés que la théologie, la jurisprudence, la médecine, l'astronomie, les belles lettres et dont la plus connue est "Ibtihaj al-Qoloub".
Enfin Mhammed el Fassi, autre fils de Abd-el-Qadir ben Ali el Fassi, est un érudit versé, entre autres disciplines, en jurisprudence, en musique et en littérature. Il est considéré comme l'aïeul direct de la famille marocaine des Fassi Fihri.

## Personnages historiques
- Oqba Ibn Nafi Al Fihri, général arabe quraychite, fondateur de la ville tunisienne de Kairouan et wali d'Ifriqyia, il est né en 622 à La Mecque et décédé en 683 à Biskra en Algérie, envoyé en 670 à la tête des armées musulmanes par Muawiya Ier, calife omeyyade de Damas, dans le but de conquérir et propager l'islam en Afrique du Nord.
- Abu Obeida ibn Oqba al-Fihri (Fils de Oqba), participe à la conquête de l'Andalousie en 711.
- Udhra ibn Abd Allah al-Fihri, huitième wali d'al-andalus vers 726, nommé temporairement à la suite de la mort au combat de son prédécesseur Anbasa ibn Suhaym al-Kalbi (connu sous le nom francisé d' Ambiza).
- Muhammad ibn Abi Obeida al-Fihri (fils d'Abu Obeida).
- Khalid ibn Abi Habib al-Fihri (probablement un autre fils d'Abu Obeida), tombé à la bataille des nobles en 740.
- Habib ibn Abi Obeida al-Fihri (fils d'Abu Obeida), général conquérant du Souss, tombé à Bagdoura en 741 pendant la Grande révolte berbère.
- Ilyas ibn Habib al-Fihri (fils de Habib ibn Abi Obeida), Wali de Tripolitaine puis Emir d'Ifriqiya (755-56)
- Abd al-Wârith ibn Habib al-Fihri (fils de Habib ibn Abi Obeida).
- Amran ibn Habib al-Fihri (fils de Habib ibn Abi Obeida), Wali de Tunis.
- Abd al-Rahman ibn Habib al-Fihri (fils de Habib ibn Abi Obeida), Émir d'Ifriqiya (745-755)
- Habib ibn Abd al-Rahman al-Fihri (fils de Abd al-Rahman ibn Habib), Wali de Cyrénaïque, Émir d'Ifriqiya (756-57).
- Abd al-Rahman ibn Habib al-Fihri , dit 'al-Saqaliba' (fils de Habib ibn Abd al-Rahman), allié au rebelle berbère Abu Ha'tem, mène la révolte ibère en 778-779.
- Abd Al-Malik Ibn Qatan Al-Fihri, quinzième puis dix-septième wali d’Al-Andalus (732-734 et 741).
- Yusuf ibn 'Abd al-Rahman al-Fihri (petit-fils d'Abu Obeida et cousin d'Abd al-Rahman ibn Habib), Gouverneur de Narbonne en Septimanie dans les années 730, 22e Émir d'al-Andalus de 747 à 756.
- Abd al-Rahman ibn Yusuf al-Fihri (fils de Yusuf ibn 'Abd al-Rahman), Gouverneur de Saragosse à la fin des années 740.
- Muhammad ibn Yusuf al-Fihri (fils de Yusuf ibn 'Abd al-Rahman), mène la révolte ibère en 785.
- Fatima al-Fihriya, surnommée Oum al Banine, fondatrice potentielle de la mosquée el-Qaraouiyyîn de Fès en 859.
- Ibn Rochaïd al-Fihri (1259-1321), théologien, voyageur et explorateur marocain.
- Abou-l-Mahassin Youssef, né en 1530, grand savant et mystique, il enseigna le soufisme à la Qaraouiyin et fonda la Zaouïa des Fassiyin d'obédience Chadiliya.
- Larbi el-Fassi, fils du Cheikh Abou-l-Mahassin, auteur de plusieurs ouvrages dont le célèbre Mir'at al-Mahassin.
- Abd-el-Qadir ben Ali el-Fassi, né en 1599 et petit-fils du Cheikh Abou-l-Mahassin, grand traditionniste, enseignant à la Qaraouiyine, chef de la zaouïa des Fassiyin.
- Abd-er-Rahman el Fassi, fils de Abd-el-Qadir ben Ali el Fassi, intellectuel et écrivain dans le domaine de la théologie, de la jurisprudence, de la médecine, de l'astronomie, et des belles lettres et dont la plus connue est "Ibtihaj al-Qoloub".
- Mhammed el Fassi, fils de Abd-el-Qadir ben Ali el Fassi, érudit versé entre autres disciplines en jurisprudence, en musique ou en littérature. Il est considéré comme l'aïeul direct de la famille marocaine des Fassi Fihri.
- Abou 'Abd Allâh ibn Hadiya al-Fihri, mort en 1334 savant et qadi de Tlemcên en Algerie chez les Zianides, détenait une autorité car, en plus de son rang dans la cour zianide, il jouissait auprès de l'opinion publique d'un crédit particulier à cause de sa descendance du conquérant cUqba Ibn Nâfa al-Fihrî, ibn khaldoun lui consacre un chapitre[15],[16],[17],[18].
- Al-Hadj Ali ibn Ahmad al-Fihri érudit et richissime commerçant d'Alger (Algérie ) du XVIIe siècle [19]
- Zohra bent al-Fihrî fille de faqih Algerois et richissime héritière  (1619)[20],[21]
- Abbas El Fassi (cousin de Abdallah El Fassi), Grand Vizir du sultan Moulay Abdelhafid, participe aux négociations de l'accord de Protectorat.
- Abdallah El Fassi (cousin de Abbas El Fassi) ministre des Affaires étrangères du sultan Moulay Abdelhafid, participe aux négociations de l'accord de Protectorat.
- Noomane Fehri (arabe : نعمان الفهري), né en 1965 à El Mida (Tunisie ), est un homme politique et ingénieur en géophysique tunisien.